# Mikio Ikemoto
Mikio Ikemoto (池本 幹雄, Ikemoto Mikio) est un mangaka japonais né le 13 janvier 1977 au Préfecture de Kyoto, Japon. Il a d’abord travaillé comme assistant en chef pour la série de mangas Naruto de Masashi Kishimoto de 1999 à 2014. Après sa conclusion, Ikemoto a été choisi pour illustrer la suite de la série en 2016, Boruto: Naruto Next Generations, en collaboration avec l’écrivain Ukyō Kodachi.

## Biographie et travaux
Durant son enfance, Ikemoto était un fan des autocollants Le Prince Hercule. Par manque d'argent, il se mit à dessiner ses propres autocollants qui rencontrèrent un franc succès auprès de ses amis, allant jusqu'à les lui acheter. À cet instant, Mikio Ikemoto pris conscience de son goût et de son talent pour le dessin.
En mars 1997, Mikio Ikemoto a soumis son premier manga en un seul coup, intitulé Cosmos, au magazine de mangas Weekly Shōnen Jump, pour lequel il a remporté un Tenkaichi Manga Award. Le one-shot a été publié plus tard dans le numéro du 7 juillet du magazine, gagnant un petit culte en dépit de son sujet mature. Cosmos a ensuite été sérialisé dans Monthly Plasma, un magazine de manga indépendant, de juin 1997 à septembre 1999, et une suite en un seul plan a été publiée dans le numéro du 26 avril 1999 de l’hebdomadaire Shōnen Jump.
À cette époque, Ikemoto s’intéressait au travail de son collègue, le manga débutant Masashi Kishimoto. En apprenant qu’Ikemoto avait été contacté par Shueisha pour travailler comme assistant dans une série comique et déménageait à Tokyo, Kishimoto a estimé que son art serait gaspillé sur ce genre. Avec le début du travail sur la sérialisation de Naruto, Kishimoto a demandé à son rédacteur en chef, Kosuke Yahagi, de repérer Ikemoto et de le recruter comme assistant. Ikemoto était reconnaissant pour l’offre, car il a estimé que le genre de Naruto était ce qu’il avait initialement voulu travailler sur, et a accepté le poste, en commençant le travail avec le septième chapitre. Durant les premiers jours de la fabrication de Naruto, Ikemoto était le plus jeune assistant de Kishimoto, et ce dernier dit en plaisantant que cela le rendait envieux lui et ses autres assistants. Les responsabilités d’Ikemoto comprenaient de dessiner des foules et des personnages, d’ajouter du blanc aux lignes de vitesse, des points forts et des yeux de personnages, de réduire l’art qui sortait des panneaux, de mettre des étoiles dans le ciel nocturne et d’ajouter des demi-tons. Il a également été occasionnellement chargé de créer les dessins pour de nouveaux personnages. Ikemoto se souvient combien de fois Kishimoto a demandé son aide pour ajouter plus de détails aux chapitres manga, le conduisant à dessiner plus de clones créés par Naruto Uzumaki ainsi qu’un personnage non spécifié qui pourrait devenir géant.
Lorsque le manga a pris fin en 2014, Shueisha a demandé à Kishimoto de commencer une suite. Cependant, Kishimoto a rejeté l’idée et a proposé Ikemoto pour dessiner, sur la base de l’expérience qu’il avait. Kishimoto conseilla à Ikemoto de ne pas imiter son style artistique et de faire le sien. Tout en notant que les fans de longue date pourraient être déçus par le fait que Kishimoto ne dessine pas Boruto, Ikemoto a déclaré qu’il ferait de son mieux dans la fabrication du manga. Ikemoto a mentionné qu’il est resté optimiste sur son style d’art. Kishimoto révise également le scénario du manga. En plus d’illustrer le manga, Ikemoto fournit également des illustrations pour les romans légers Boruto. Le manga était imprimé à un million d’exemplaires en janvier 2017 tandis que le Studio Pierrot produisait également une série d’animes basée sur celui-ci.

## Style
Outre Naruto, Ikemoto a dit que son art a été influencé par Kinnikuman et en particulier Dragon Ball. Il a noté que le manque de ton dans l’art d’Akira Toriyama rend le dessin plus facile et a dit qu’il utilise toujours Dragon Ball comme référence pour ses propres scènes d’action. Ikemoto a admis qu’il est assez mauvais en dessin comique, mais a également noté que la façon dont l’histoire de Boruto a évolué ne se prête pas bien à la comédie. Tout en se sentant honoré de créer l’art pour Boruto, Ikemoto a déclaré qu’il se sent reconnaissant que la série est publiée chaque mois plutôt que chaque semaine en raison du stress que ce dernier pourrait apporter puisque le nombre requis de pages est près de 20 par chapitre. Cependant, Ikemoto trouve toujours la sérialisation mensuelle difficile. 
Les chapitres réguliers de Boruto ont tendance à dépasser 40 pages, avec une semaine nécessaire pour créer les vignettes et 20 jours pour produire les pages tandis que le reste du temps est utilisé pour la coloration ou donner les chapitres d’autres touches. Ses méthodes de dessin impliquent critérium (Mechanical Pencil) sur le papier d’IC pour les croquis. Il utilise de l’encre pour les dessins finis. Malgré les différences entre leurs styles artistiques, Ikemoto utilise les marqueurs de Copic pour les pages colorées, de même que Kishimoto avec Naruto.
Le réalisateur de l’anime Boruto Hiroyuki Yamashita a dit qu’il aimait le style d’Ikemoto, louant son aménagement paysager oblong pour les cadres. Il a trouvé le style d’Ikemoto plus réaliste que celui de Kishimoto en raison de l’attention portée aux détails des personnages. Il a également souligné que la façon d’Ikemoto d’illustrer la nouvelle apparence de Momoshiki Otsutsuki après avoir consommé Kinshiki Otsutsuki l’a surpris en raison de la différence qu’il a été comparé au design original du film Boruto. Amy McNulty de Anime News Network a partagé des commentaires similaires, en particulier sur la façon dont l’art d’Ikemoto ressemble à celui de Kishimoto ainsi que sur la façon dont ses scènes de combat sont bien illustrées. L’auteur de manga Yoshihiro Togashi a déclaré qu’il aimait l’œuvre d’Ikemoto, louant son style.